# Isobel Lilian Gloag
Isobel Lilian Gloag (* 1. August 1865 in London; † 5. Januar 1917 ebenda) war eine britische Malerin, Illustratorin und Plakatkünstlerin.

## Leben
Isobel Lilian Gloag wurde am 1. August 1865 als Tochter schottischer Eltern in London geboren. Sie studierte an der St John’s Wood Art School und an der Slade School of Fine Art. Danach arbeitete sie im Studio von Matthew White Ridley (1837–1888) und an den South Kensington Schools. Sie ging nach Paris und studierte bei Raphaël Collin. Nach ihrer Rückkehr nach London richtete sie sich ein Atelier in Notting Hill ein.
Sie starb aufgrund ihres schlechten Gesundheitszustandes am 5. Januar 1917 in London.

## Werk
Gloag wurde als Malerin, die Werke im späten präraffaelitischen und symbolistischen Stil schuf, bekannt. Sie arbeitete in Öl, aber auch als Aquarellmalerin mit Wasserfarben. Zu ihren Werken gehörten auch Porträts, religiöse, mythologische und romantische Gemälde sowie Plakate, Blumenbilder und Glasmalereien. Sie illustrierte gerne Szenen aus alten Balladen und Romanzen und wurde 1909 in das Royal Institute of Oil Painters gewählt.
Isobel Lilian Gloag litt häufig unter Krankheiten, dadurch ist ihr Werk eher klein. Es war ihr nicht möglich, monatelang am Stück zu arbeiten. Aus diesem Grund finden sich auch nur sehr wenige Werke in öffentlichen Sammlungen. Die Qualität ihrer Bilder spiegelt jedoch ihr beachtliches Talent.
In der Sammlung des British Museums befinden sich sieben ihrer Werke, darunter das Aquarell In the garden und die Rötelzeichnung Female nude. Ein weiteres Aquarell, The Bride and Bridegroom, ist im Besitz des Victoria and Albert Museums. Im Bestand des Musée d’Orsay ist das Ölgemälde Frau in Grün.
In den Jahren 1901 und 1902 fertigte die Glasmalerin Mary Lowndes (1857–1929) eine Reihe von Fenstern nach Entwürfen und Skizzen von Isobel Lilian Gloag, wie etwa ein Gedenkfenster für die Kirche von Sturminster Newton in Dorset und die auffällige, im Jugendstil ausgeführte Darstellung von Maria Magdalena in der St. Peter's Church, in Henfield in der englischen Grafschaft West Sussex.

### Auswahl

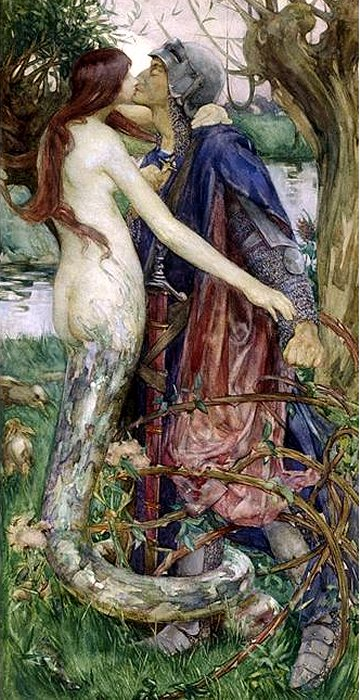
The knight and the mermaid (1890)
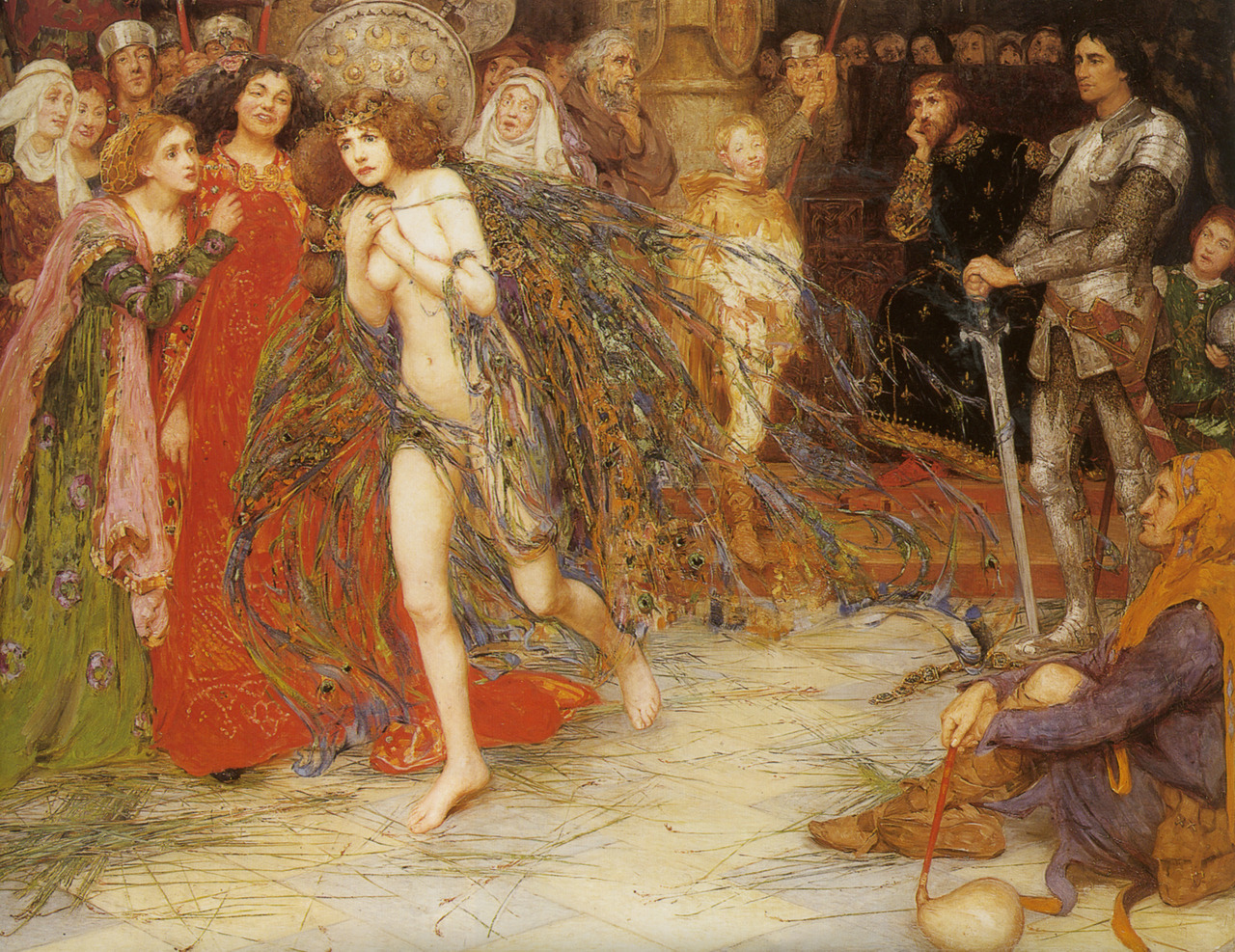
The Magic Mantle (1898)
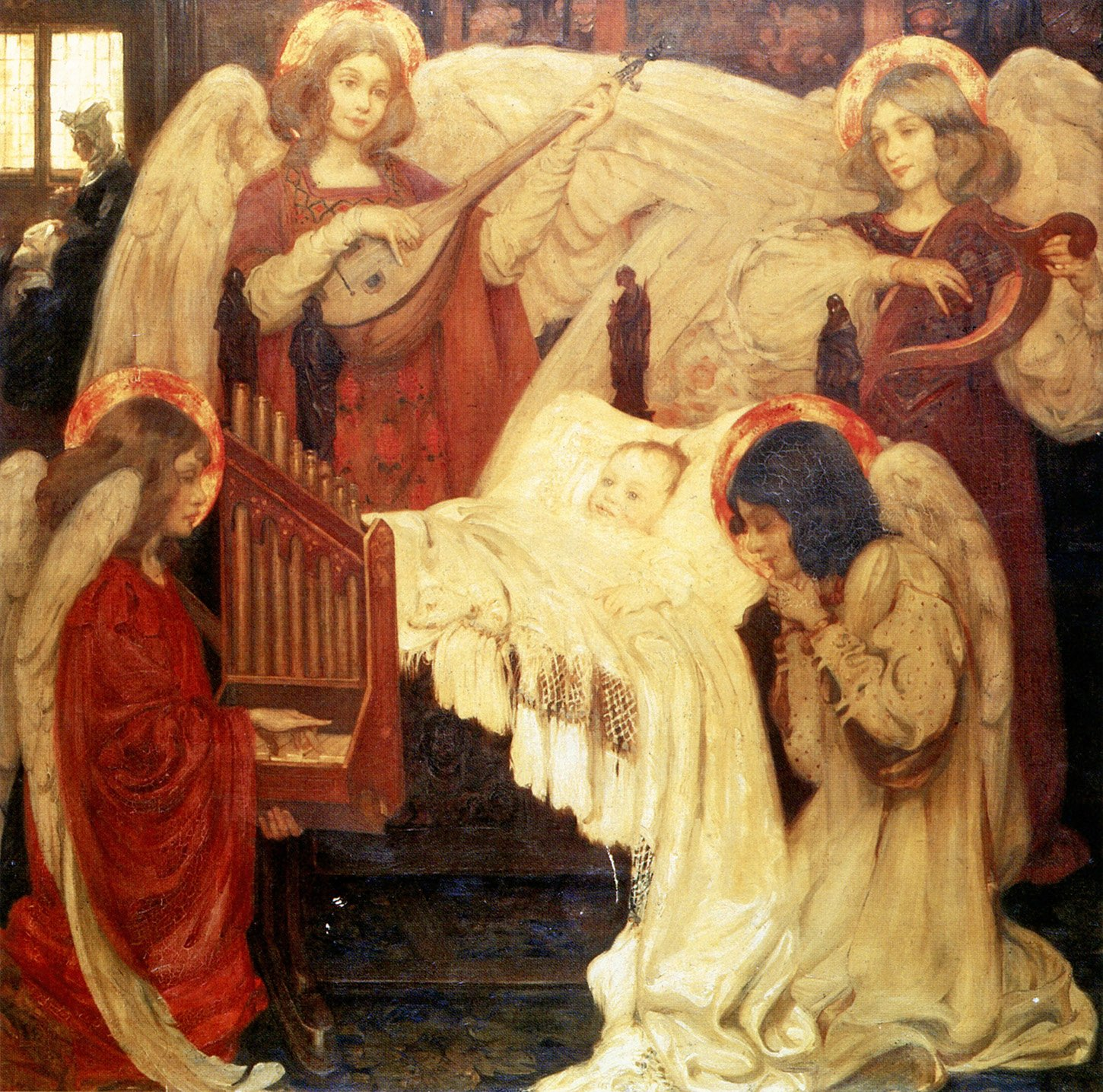
Four corners to my bed (1901)
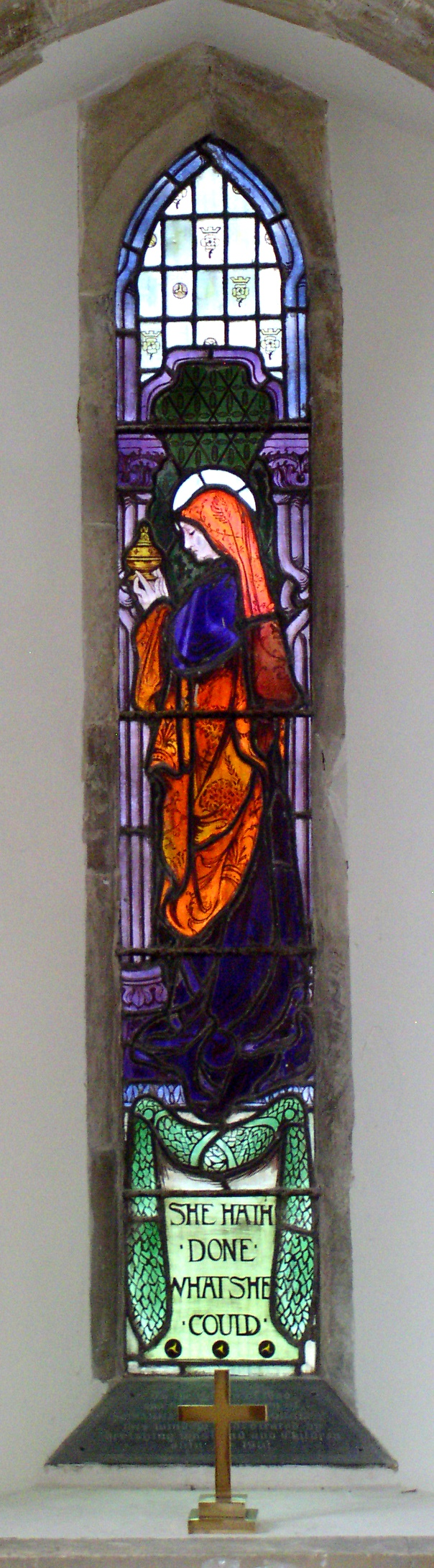
St. Peter's Church, Henfield, Sakristei (1901)
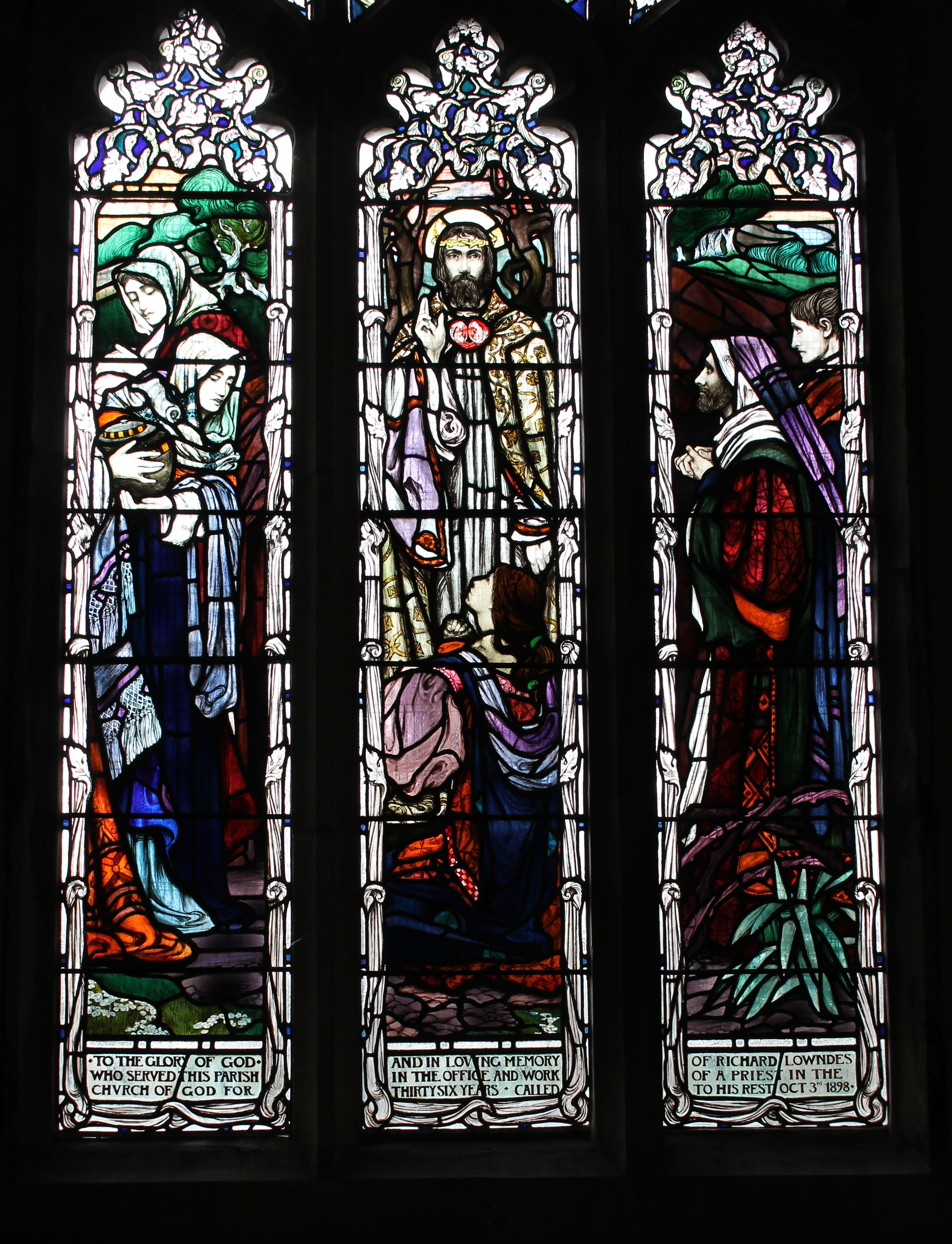
St. Mary’s Church, Sturminster Newton, südliche Kapelle (1901)
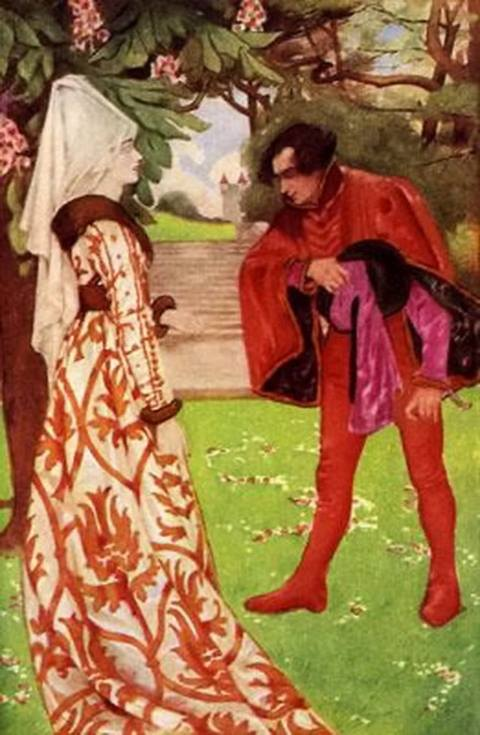
Love's Labour's Lost (1907)
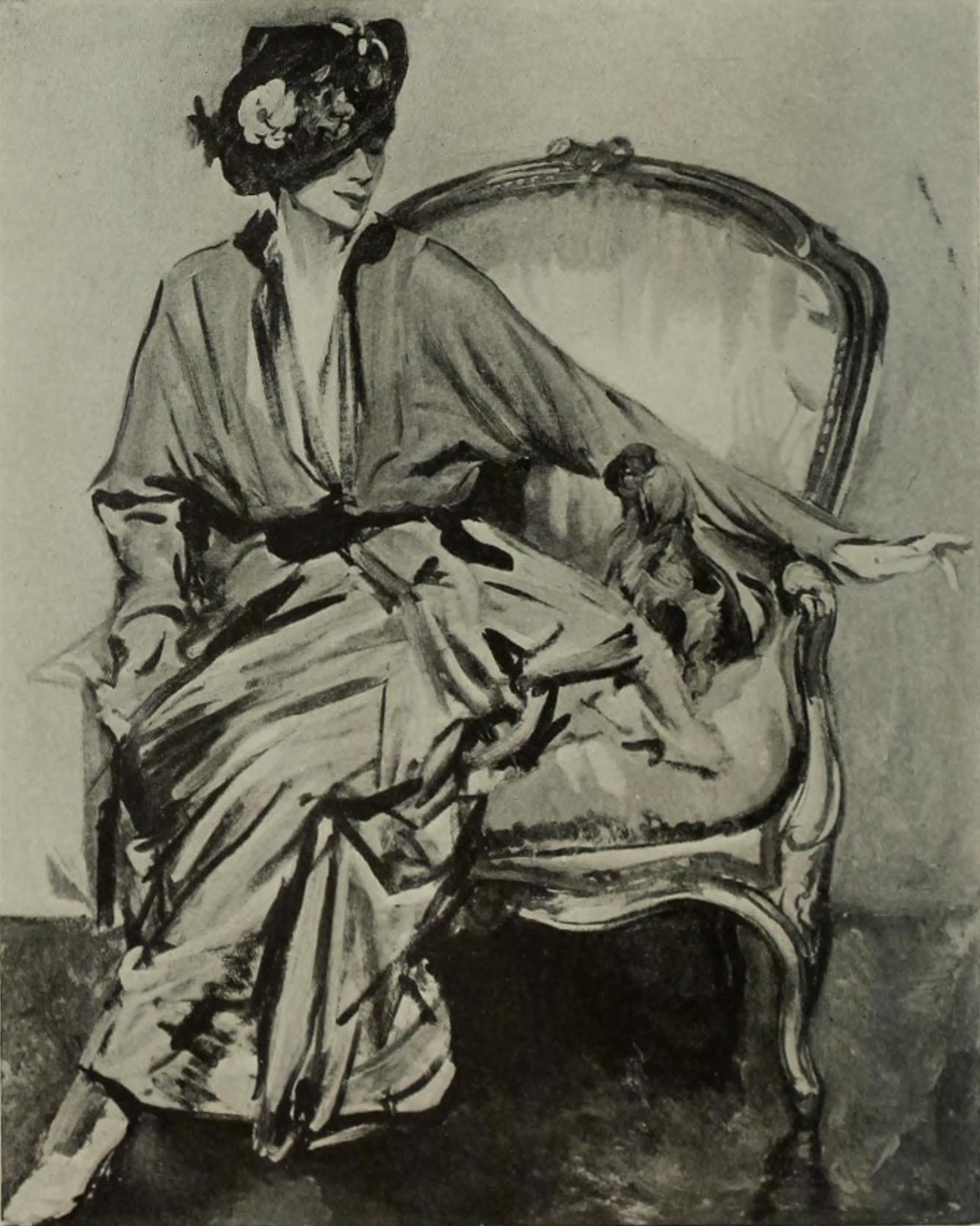
Ming (vor 1916)
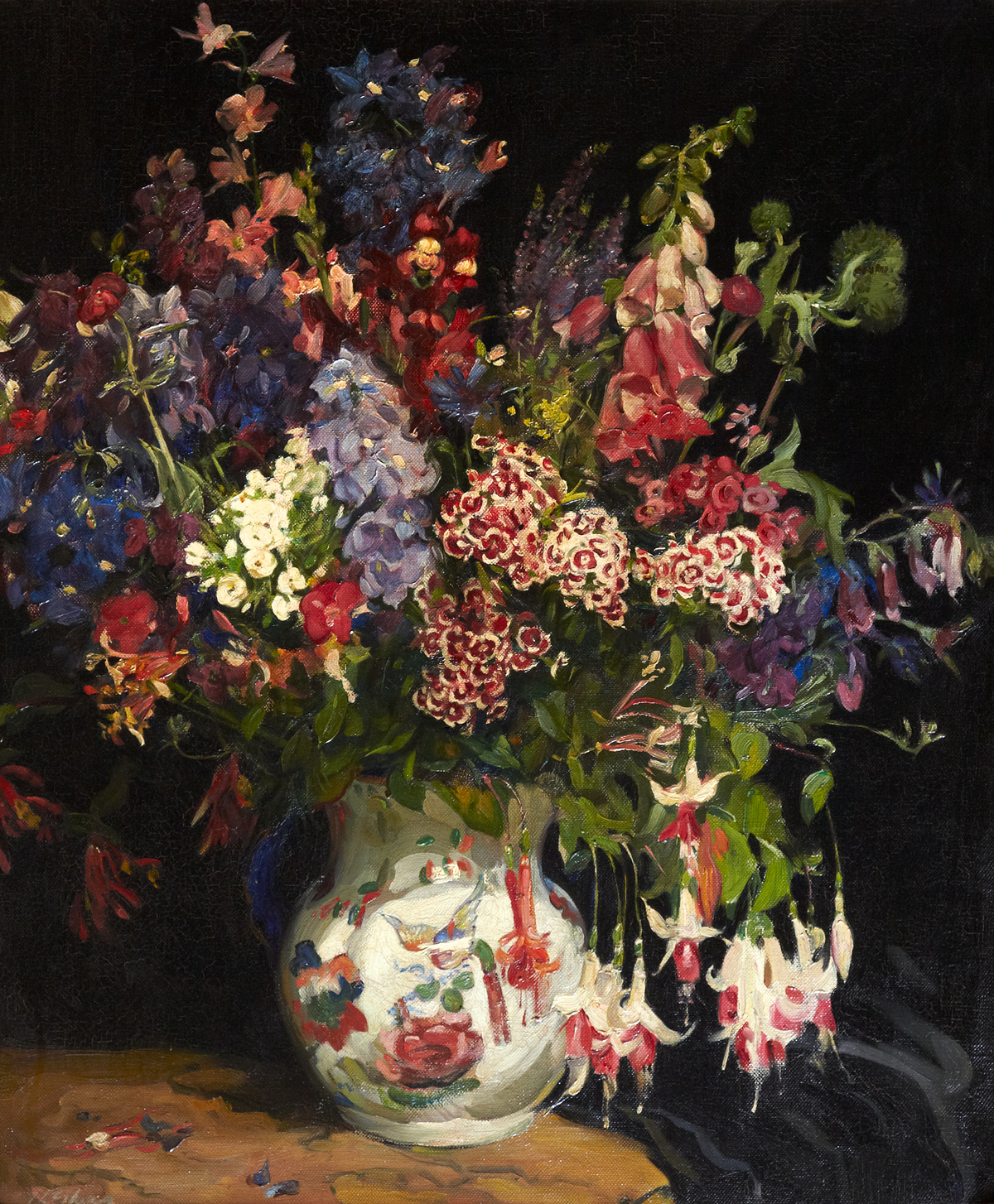
A Bunch of Flowers (spätestens 1916)

## Ausstellungen
- Royal Society of British Artists: 1893
- Royal Academy of Arts: 1893–1916[8]